# La Fare-les-Oliviers
La Fare-les-Oliviers település Franciaországban, Bouches-du-Rhône megyében. Lakosainak száma 8953 fő (2022. január 1.). La Fare-les-Oliviers Berre-l'Étang, Lançon-Provence, Velaux és Coudoux községekkel határos.

## Népesség
A település népességének változása:
| Lakosok száma | 2747 | 5043 | 6095 | 6476 | 7980 | 8097 | 8476 | 8744 | 8800 | 8953 |
|               | 1968 | 1982 | 1990 | 2006 | 2013 | 2015 | 2017 | 2019 | 2020 | 2022 |